# Jens Steffensen
Jens Steffensen (* 4. August 1950 in Jetsmark) ist ein ehemaliger dänischer Fußballspieler.

## Karriere
Steffensen spielte in Dänemark für Aalborg Chang und Aalborg BK, bevor er 1976 nach Deutschland wechselte. Dort heuerte er bei Bayer 05 Uerdingen an, mit denen er in der Nordstaffel der 2. Bundesliga spielte. Im dritten Jahr bei Bayer, der Saison 1978/79, stand Steffensen mit seinen Mannschaftskollegen, wie den Torhütern Paul Hesselbach und Manfred Kroke, den Feldspielern Norbert Brinkmann, Paul Hahn, Ludwig Lurz, Ludger van de Loo, Uwe Finnern, Heinz Mostert, Franz Raschid, Dieter Schwabe, Michael van de Loo, Hans-Jürgen Wloka, Friedhelm Funkel, Ulrich Föhles, Willi Götz, Walter Hoffmann, Wolfgang Lüttges, Jan Mattsson und Hans-Peter Mentzel, am Ende der Spielzeit hinter Bayer 04 Leverkusen auf Platz zwei. Damit standen zwei Relegationsspiele gegen den Zweiten der Südstaffel, die SpVgg Bayreuth, zum Aufstieg in die Bundesliga an. Nach einem 1:1 in Bayreuth, gelang im Rückspiel vor heimischer Kulisse der Aufstieg durch ein 2:1. In beiden Spielen kam Steffensen über die volle Länge zum Einsatz. Somit spielte er in der folgenden Saison mit Bayer in der Bundesliga, wo die Klasse auf Grund des besseren Torverhältnisses zu Hertha BSC mit Platz 15 gesichert wurde und er 30 Spiele bestritt. Steffensen verließ Bayer und wechselte zum Ligarivalen und Neuling Arminia Bielefeld, für den er zwei Jahre spielte. In der ersten Spielzeit wurde der 15. Platz und in der zweiten der 12. Platz belegt. Nach nur drei Einsätzen im zweiten Jahr, zog es Steffensen wieder in seine Heimat zurück, wo er noch für Aalborg BK, Ikast FS, Hjørring IF  und wieder für Aalborg BK spielte. Für Aalborg BK bestritt er zwischen 1972 und 1976 sowie 1982 und 1987 242 Spiele, in denen er 11 Tore schoss.